# Lijst van nummer 1-hits in de Nederlandse Single Top 100 in 2017
Deze hits stonden in 2017 op nummer 1 in de Nederlandse Single Top 100.
| Nummer | Datum        | Artiest                                  | Titel                         |
| ------ | ------------ | ---------------------------------------- | ----------------------------- |
| 768    | 7 januari    | Ronnie Flex & Frenna                     | Energie                       |
| 769    | 14 januari   | Ed Sheeran                               | Shape of you                  |
|        | 21 januari   | Ed Sheeran                               | Shape of you                  |
|        | 28 januari   | Ed Sheeran                               | Shape of you                  |
|        | 4 februari   | Ed Sheeran                               | Shape of you                  |
|        | 11 februari  | Ed Sheeran                               | Shape of you                  |
|        | 18 februari  | Ed Sheeran                               | Shape of you                  |
|        | 25 februari  | Ed Sheeran                               | Shape of you                  |
|        | 4 maart      | Ed Sheeran                               | Shape of you                  |
|        | 11 maart     | Ed Sheeran                               | Shape of you                  |
|        | 18 maart     | Ed Sheeran                               | Shape of you                  |
| 770    | 25 maart     | Boef                                     | Habiba                        |
|        | 1 april      | Boef                                     | Habiba                        |
|        | 8 april      | Boef                                     | Habiba                        |
| 769    | 15 april     | Ed Sheeran                               | Shape of you                  |
|        | 22 april     | Ed Sheeran                               | Shape of you                  |
| 771    | 29 april     | Luis Fonsi, Daddy Yankee & Justin Bieber | Despacito / Despacito (Remix) |
|        | 6 mei        | Luis Fonsi, Daddy Yankee & Justin Bieber | Despacito / Despacito (Remix) |
|        | 13 mei       | Luis Fonsi, Daddy Yankee & Justin Bieber | Despacito / Despacito (Remix) |
|        | 20 mei       | Luis Fonsi, Daddy Yankee & Justin Bieber | Despacito / Despacito (Remix) |
|        | 27 mei       | Luis Fonsi, Daddy Yankee & Justin Bieber | Despacito / Despacito (Remix) |
| 772    | 3 juni       | Lil' Kleine & Boef                       | Krantenwijk                   |
|        | 10 juni      | Lil' Kleine & Boef                       | Krantenwijk                   |
|        | 17 juni      | Lil' Kleine & Boef                       | Krantenwijk                   |
| 771    | 24 juni      | Luis Fonsi, Daddy Yankee & Justin Bieber | Despacito / Despacito (Remix) |
| 772    | 1 juli       | Lil' Kleine & Boef                       | Krantenwijk                   |
|        | 8 juli       | Lil' Kleine & Boef                       | Krantenwijk                   |
| 771    | 15 juli      | Luis Fonsi, Daddy Yankee & Justin Bieber | Despacito / Despacito (Remix) |
|        | 22 juli      | Luis Fonsi, Daddy Yankee & Justin Bieber | Despacito / Despacito (Remix) |
|        | 29 juli      | Luis Fonsi, Daddy Yankee & Justin Bieber | Despacito / Despacito (Remix) |
|        | 5 augustus   | Luis Fonsi, Daddy Yankee & Justin Bieber | Despacito / Despacito (Remix) |
| 773    | 12 augustus  | J Balvin & Willy William                 | Mi gente                      |
|        | 19 augustus  | J Balvin & Willy William                 | Mi gente                      |
|        | 26 augustus  | J Balvin & Willy William                 | Mi gente                      |
|        | 2 september  | J Balvin & Willy William                 | Mi gente                      |
|        | 9 september  | J Balvin & Willy William                 | Mi gente                      |
| 774    | 16 september | Dua Lipa                                 | New rules                     |
|        | 23 september | Dua Lipa                                 | New rules                     |
| 775    | 30 september | Josylvio                                 | Ride or die                   |
| 776    | 7 oktober    | Sevn Alias, Lil' Kleine & Boef           | Patsergedrag                  |
|        | 14 oktober   | Sevn Alias, Lil' Kleine & Boef           | Patsergedrag                  |
|        | 21 oktober   | Sevn Alias, Lil' Kleine & Boef           | Patsergedrag                  |
|        | 28 oktober   | Sevn Alias, Lil' Kleine & Boef           | Patsergedrag                  |
| 777    | 4 november   | Frenna & Diquenza                        | Vervloekt                     |
|        | 11 november  | Frenna & Diquenza                        | Vervloekt                     |
|        | 18 november  | Frenna & Diquenza                        | Vervloekt                     |
|        | 25 november  | Frenna & Diquenza                        | Vervloekt                     |
| 778    | 2 december   | Broederliefde                            | Officieel                     |
| 779    | 9 december   | Ed Sheeran & Beyoncé                     | Perfect/Perfect Duet          |
| 780    | 16 december  | Ronnie Flex & Maan                       | Blijf bij mij                 |
|        | 23 december  | Ronnie Flex & Maan                       | Blijf bij mij                 |
|        | 30 december  | Ronnie Flex & Maan                       | Blijf bij mij                 |